# Lịch sử phiên bản Google Chrome
Bảng sau tóm tắt lịch sử phát hành cho trình duyệt web Google Chrome.
| Ngày                 | Phiên bản                      |
| -------------------- | ------------------------------ |
| 8 tháng 9 năm 2008   | 0.2.149 V8 engine 0.3          |
| 29 tháng 10 năm 2008 | 0.3.154                        |
| 24 tháng 11 năm 2008 | 0.4.154                        |
| 11 tháng 12 năm 2008 | 1.0.154                        |
| 24 tháng 5 năm 2009  | 2.0.172 V8 engine 0.4          |
| 12 tháng 10 năm 2009 | 3.0.197 V8 engine 1.2          |
| 25 tháng 1 năm 2010  | 4.0.302 V8 engine 1.3          |
| 7 tháng 5 năm 2010   | 5.0.396 V8 engine 2.1          |
| 18 tháng 8 năm 2010  | 6.0.495 V8 engine 2.2          |
| 21 tháng 10 năm 2010 | 7.0.517 V8 engine 2.3.11.22    |
| 2 tháng 12 năm 2010  | 8.0.552 V8 engine 2.4.9.19     |
| 14 tháng 1 năm 2011  | 9.0.597 V8 engine 2.5.9.6      |
| 8 tháng 3 năm 2011   | 10.0.648 V8 engine 3.0.12.30   |
| 24 tháng 5 năm 2011  | 11.0.696 V8 engine 3.1.8.16    |
| 7 tháng 6 năm 2011   | 12.0.742 V8 engine 3.2.10.21   |
| 2 tháng 8 năm 2011   | 13.0.782 V8 engine 3.3.10.30   |
| 11 tháng 8 năm 2011  | 14.0.835 V8 engine 3.4.14.21   |
| 21 tháng 9 năm 2011  | 15.0.874 V8 engine 3.5.10.24   |
| 2 tháng 12 năm 2011  | 16.0.912 V8 engine 3.6.6.19    |
| 22 tháng 3 năm 2012  | 17.0.963 V8 engine 3.7.12.29   |
| 1 tháng 5 năm 2012   | 18.0.1025 V8 engine 3.8.9.19   |
| 9 tháng 6 năm 2012   | 19.0.1084 V8 engine 3.9.24.7   |
| 12 tháng 7 năm 2012  | 20.0.1132 V8 engine 3.10.6.0   |
| 1 tháng 8 năm 2012   | 21.0.1180 V8 engine 3.11.10.6  |
| 25 tháng 9 năm 2012  | 22.0.1229 V8 engine 3.12.19.4  |
| 6 tháng 11 năm 2012  | 23.0.1271 V8 engine 3.13.7.1   |
| 10 tháng 1 năm 2013  | 24.0.1312 V8 engine 3.14.5.0   |
| 21 tháng 2 năm 2013  | 25.0.1364 V8 engine 3.15.11.5  |
| 26 tháng 3 năm 2013  | 26.0.1410 V8 engine 3.16.14.9  |
| 21 tháng 5 năm 2013  | 27.0.1453 V8 engine 3.17.6.14  |
| 17 tháng 6 năm 2013  | 28.0.1500 V8 engine 3.18.5     |
| 20 tháng 8 năm 2013  | 29.0.1547 V8 engine 3.19.18.19 |
| 18 tháng 9 năm 2013  | 30.0.1599 V8 engine 3.20.17.13 |
| 12 tháng 11 năm 2013 | 31.0.1650 V8 engine 3.21.18.7  |
| 14 tháng 1 năm 2014  | 32.0.1700 V8 engine 3.22.24.10 |
| 18 tháng 2 năm 2014  | 33.0.1750 V8 engine 3.23.17.13 |
| 2 tháng 4 năm 2014   | 34.0.1847 V8 engine 3.24.35.22 |
| 20 tháng 5 năm 2014  | 35.0.1916 V8 engine 3.25.28.16 |
| 15 tháng 7 năm 2014  | 36.0.1985 V8 engine 3.26.31.8  |
| 26 tháng 8 năm 2014  | 37.0.2062 V8 engine 3.27.34.14 |
| 7 tháng 10 năm 2014  | 38.0.2125 V8 engine 3.28.71    |
| 9 tháng 10 năm 2014  | 39.0.2171 V8 engine 3.29       |
| 9 tháng 10 năm 2014  | 40.0 V8 engine 3.30.33         |
| 3 tháng 3 năm 2015   | 41.0.2272 V8 engine 4.1        |
| 14 tháng 4 năm 2015  | 42.0.2311 V8 engine 4.2.77     |
| 19 tháng 5 năm 2015  | 43.0.2357 V8 engine 4.3.61     |
| 21 tháng 7 năm 2015  | 44.0.2403 V8 engine 4.4.63     |
| 1 tháng 9 năm 2015   | 45.0.2454 V8 engine 4.5.103    |
| 13 tháng 10 năm 2015 | 46.0.2490 V8 engine 4.6.85     |
| 1 tháng 12 năm 2015  | 47.0.2526 V8 engine 4.7.80     |
| 20 tháng 1 năm 2016  | 48.0.2564 V8 engine 4.8.271    |
| 2 tháng 3 năm 2016   | 49.0.2623 V8 engine 4.9.385    |
| 13 tháng 4 năm 2016  | 50.0.2661 V8 engine 5.0.71     |
| 25 tháng 5 năm 2016  | 51.0.2704 V8 engine 5.1.281    |
| 20 tháng 7 năm 2016  | 52.0.2743 V8 engine 5.2.361    |
| 31 tháng 8 năm 2016  | 53.0.2785 V8 engine 5.3.332    |
| 12 tháng 10 năm 2016 | 54.0.2840 V8 engine 5.4.500    |
| 1 tháng 12 năm 2016  | 55.0.2883 V8 engine 5.5.372    |
| 25 tháng 1 năm 2017  | 56.0.2924 V8 engine 5.6.326    |
| 9 tháng 3 năm 2017   | 57.0.2987 V8 engine 5.7.492    |
| 19 tháng 4 năm 2017  | 58.0.3029 V8 engine 5.8.283    |
| 5 tháng 6 năm 2017   | 59.0.3071 V8 engine 5.9.211    |
| 25 tháng 7 năm 2017  | 60.0.3112 V8 emgine 6.0.286    |
| 5 tháng 9 năm 2017   | 61.0.3163 V8 engine 6.1.534    |
| 17 tháng 10 năm 2017 | 62.0.3202 V8 engine 6.2.414    |
| 6 tháng 12 năm 2017  | 63.0.3239 V8 engine 6.3.292    |
| 24 tháng 1 năm 2018  | 64.0.3282 V8 engine 6.4.388    |
| 6 tháng 3 năm 2018   | 65.0.3325 V8 engine 6.5.254    |
| 17 tháng 4 năm 2018  | 66.0.3359 V8 engine 6.6.346    |
| 29 tháng 5 năm 2018  | 67.0.3396 V8 engine 6.7.288    |
| 26 tháng 4 năm 2018  | 67.0.3396 V8 engine 6.7        |
| 29 tháng 5 năm 2018  | 69.0 V8 engine 6.9             |
| 27 tháng 4 năm 2018  | 68.0 V8 engine 6.8             |

| Màu       | Ý nghĩa                    |
| --------- | -------------------------- |
| Đỏ        | Phiên bản ổn định cũ       |
| Xanh lá   | Phiên bản ổn định mới nhất |
| Xanh nhạt | Phiên bản thử nghiệm       |
| Tím       | Phiên bản đang phát triển  |
| Vàng      | Phiên bản Canary           |

Xem thêm tại đây để biết thêm thông tin chi tiết về các phiên bản đã được phát hành.